# Dinamo-MWD Biszkek
Dinamo-MWD Biszkek (kirg. Футбол клубу «Динамо-МВД» Бишкек) – kirgiski klub piłkarski, mający siedzibę w stolicy kraju, mieście Biszkek.

## Historia
Chronologia nazw:
- 1930: Dinamo Frunze (ros. «Динамо»» Фрунзе)
- 1992: Dinamo Biszkek (ros. «Динамо» Бишкек)
- 1996: Dinamo-Oil Biszkek (ros. «Динамо-Ойл» Бишкек)
- 1997: Dinamo Biszkek (ros. «Динамо» Бишкек)
- 1998: CAG-Dinamo-MWD Biszkek (ros. «ЦАГ-Динамо-МВД» Бишкек)
- 1999: CAG-Dinamo Biszkek (ros. «ЦАГ-Динамо» Бишкек)
- 2000: Dinamo Biszkek (ros. «Динамо» Бишкек)
- 2001: Erkin Farm Biszkek (ros. «Эркин Фарм» Бишкек)
- 2002: Dinamo-Erkin Farm Biszkek (ros. «Динамо-Эркин Фарм» Бишкек)
- 2003: Dinamo-Polot Biszkek (ros. «Динамо-Полет» Бишкек)
- 2003: klub rozformowano
- 2012: Dinamo-MWD Biszkek (ros. «Динамо-МВД» Бишкек)

Piłkarski klub Dinamo został założony w miejscowości Frunze w 1930 roku. W 1939 zespół startował w rozgrywkach Pucharu ZSRR. W 1946 debiutował w Trzeciej Grupie, strefie środkowoazjatyckiej Mistrzostw ZSRR (trzeci poziom), a w 1947 po reorganizacji systemu lig w Drugiej Grupie, strefie środkowoazjatyckiej (drugi poziom). W obu sezonach zajmował 5. miejsce. Ale potem występował tylko w rozgrywkach regionalnych (Mistrzostwa Kirgiskiej SRR).
Po uzyskaniu niepodległości przez Kirgistan w związku ze zmianą nazwy miasta klub został przemianowany na Dinamo Biszkek. Dopiero w 1995 debiutował w rozgrywkach Wyższej Ligi Kirgistanu. W 1999 zespół również startował w rozgrywkach Pucharu Kirgistanu. W 1997 osiągnął swój pierwszy sukces zdobywając mistrzostwo kraju. W 1999  debiutował w pucharach azjatyckich. W latach 90. XX wieku klub nazywał się Dinamo-Oil, CAG-Dinamo-MWD i CAG-Dinamo.
Na początku 2001 na bazie Dinama została organizowana całkowicie nowa drużyna, która przyjęła nazwę Erkin Farm Biszkek. W 2002 klub zmienił nazwę na Dinamo-Erkin Farm Biszkek i zajął 5. miejsce w Wyższej Lidze. Ale w następnym sezonie połączył się z klubem Polot Biszkek, który występował w Pierwszej Lidze Kirgistanu. Pierwsza drużyna przyjęła nazwę Dinamo-Polot Biszkek i kontynuowała występy w Wyższej Lidze, a druga drużyna pod nazwą Erkin Farm Biszkek startowała w Pierwszej Lidze. Po zakończeniu sezonu 2003 klub został rozwiązany. 
W 2012 klub został odrodzony jako Dinamo-MWD Biszkek.

## Sukcesy

### Trofea międzynarodowe
| \| \| Zdobyte trofea w rozgrywkach międzynarodowych (stan na: 31-12-2015) \| |                                                                     |      |          |
| Rozgrywki                                                                    | Osiągnięcie                                                         | Razy | Sezon(y) |
| · Liga Mistrzów AFC                                                          | zdobywca                                                            | 0    |          |
| · Liga Mistrzów AFC                                                          | finalista                                                           | 0    |          |
| · Liga Mistrzów AFC                                                          | runda 1                                                             | 1    | 1999/00  |
| Puchar AFC                                                                   | zdobywca                                                            | 0    |          |
| Puchar AFC                                                                   | finalista                                                           | 0    |          |
| Azjatycki Puchar Zdobywców                                                   | zdobywca                                                            | 0    |          |
| Azjatycki Puchar Zdobywców                                                   | finalista                                                           | 0    |          |
| Puchar Prezydenta AFC                                                        | zdobywca                                                            | 0    |          |
| Puchar Prezydenta AFC                                                        | finalista                                                           | 0    |          |
| FIFA                                                                         | Zdobyte trofea w rozgrywkach międzynarodowych (stan na: 31-12-2015) |      |          |

### Trofea krajowe
Kirgistan
| \| \| Zdobyte trofea w rozgrywkach Kirgistanu (stan na: 31-12-2016) \| |                                                               |      |                  |
| Rozgrywki                                                              | Osiągnięcie                                                   | Razy | Sezon(y)         |
| Mistrzostwo                                                            | I miejsce                                                     | 3    | 1997, 1998, 1999 |
| Mistrzostwo                                                            | II miejsce                                                    | 1    | 2000             |
| Mistrzostwo                                                            | III miejsce                                                   | 0    |                  |
| Puchar                                                                 | zdobywca                                                      | 0    |                  |
| Puchar                                                                 | finalista                                                     | 1    | 1995             |
| II liga                                                                | I miejsce                                                     | ?    |                  |
| II liga                                                                | II miejsce                                                    | ?    |                  |
| II liga                                                                | III miejsce                                                   | ?    |                  |
| Kirgistan                                                              | Zdobyte trofea w rozgrywkach Kirgistanu (stan na: 31-12-2016) |      |                  |

ZSRR
| \| \| Zdobyte trofea w rozgrywkach Związku Radzieckiego (stan na: 31-12-1991) \| |                                                                         |      |                                |
| Rozgrywki                                                                        | Osiągnięcie                                                             | Razy | Sezon(y)                       |
| Mistrzostwo                                                                      | I miejsce                                                               | 0    |                                |
| Mistrzostwo                                                                      | II miejsce                                                              | 0    |                                |
| Mistrzostwo                                                                      | III miejsce                                                             | 0    |                                |
| Puchar                                                                           | zdobywca                                                                | 0    |                                |
| Puchar                                                                           | finalista                                                               | 0    |                                |
| Puchar                                                                           | 1/16 finału                                                             | 2    | 1939, 1952                     |
| II liga                                                                          | I miejsce                                                               | 0    |                                |
| II liga                                                                          | II miejsce                                                              | 0    |                                |
| II liga                                                                          | III miejsce                                                             | 0    |                                |
| II liga                                                                          | 5.miejsce                                                               | 1    | 1947 (grupa środkowoazjatycka) |
|                                                                                  | Zdobyte trofea w rozgrywkach Związku Radzieckiego (stan na: 31-12-1991) |      |                                |

- Wtoraja Liga ZSRR (D3):
  - 5.miejsce (1x): 1947 (grupa środkowoazjatycka)
- Mistrzostwo Kirgiskiej SRR:
  - mistrz (4x): 1935, 1938 (wiosna), 1938 (jesień), 1952
- Puchar Kirgiskiej SRR:
  - zdobywca (4x): 1939, 1945, 1951, 1952

### Inne trofea
- Puchar WNP:
  - 4.miejsce w grupie: 1998

## Stadion
Klub rozgrywa swoje mecze domowe na stadionie im.Dołena Omurzakowa w Biszkeku, który może pomieścić 23000 widzów (były Centralny stadion republikański Spartak). Wcześniej występował na stadionie Dinamo.

## Trenerzy
...
- 1995:  Meklis Koszalijew

...
- 2012:  Eszen Mirłanow